# Tradition und Leben
Tradition und Leben e.V. (in lingua italiana, "Tradizione e Vita"), è un'organizzazione monarchica esistente in Germania. Fu fondata nel gennaio 1959 a Colonia. Prima della fondazione, nell'autunno del 1958 ebbe luogo un'assemblea costituente. Tradition und Leben fornisce un punto di incontro per tutti i realisti tedeschi e supporta tutte le ex case regnanti tedesche.
Poco dopo la seconda guerra mondiale, i monarchici si riunirono sotto il motto "Lettere per Tradizione e Vita". Seguirono in parte la tradizione delle organizzazioni e personalità monarchiche del tempo della Repubblica di Weimar (1918-1933), in particolare il "Bund der Aufrechten", fondato nel novembre 1918, e in parte il più antico movimento völkisch tradizionalista tedesco dei secoli XIX e inizio XX.
Tradition und Leben è quindi collegata con le organizzazioni più antiche del suo genere e le più importanti in Germania.
L'obiettivo di Tradition und Leben è riassunto dal suo motto: "Incoroniamo la democrazia!" indicando il desiderio di un regno moderno e democratico. I membri di Tradition und Leben ritengono che la Germania debba diventare una monarchia parlamentare democratica. Ogni giugno i rappresentanti dell'organizzazione sono tra coloro che depongono una corona al mausoleo dell'ex Kaiser Guglielmo II a Huis Doorn, nell'anniversario della sua morte. Doorn era la sua residenza in esilio nei Paesi Bassi.
Tradition und Leben sostiene la monarchia ereditaria come migliore garanzia per l'esercizio del dovere e l'esercizio della responsabilità per il benessere politico e l'ambiente fisico per ogni generazione successiva. Tra gli altri principi adottati dall'organizzazione ci sono i seguenti: 
- Il principio della separazione del capo di Stato, del parlamento e dell'esecutivo.
- La Germania rimarrà uno stato federale con le monarchie e le repubbliche che hanno gli stessi diritti sotto di essa. Le dinastie dovrebbero tornare al trono in quegli stati tedeschi dove la gente lo desidera. Gli interessi dei Länder e dello Stato devono essere rappresentati in un sistema di due camere.
- La monarchia garantisce solidarietà tra Stato e territorio e quindi rafforza l'ideale europeo.
- Il monarca rappresenta gli interessi del popolo, essendo estranei alla politica di partito, e promuove il benessere pubblico.
- La monarchia sostiene l'integrazione in Europa e fa la sua parte nella pace e nel benessere pubblico.
- L'obiettivo di creare un regno moderno e democratico deve essere raggiunto con mezzi pacifici. Tradition und Leben garantisce questo approccio.
- Il legittimo pretendente è il capo del Casato di Hohenzollern, Giorgio Federico di Prussia.